# Mata-rodona (Mura)
Mata-rodona és una masia al sud-oest del terme municipal de Mura (el Bages) protegida com a bé cultural d'interès local. Per arribar a la masia cal agafar un camí que surt a la dreta entre el P.Q.6 i P.Q.7 de la carretera BV-1224 del Pont de Vilomara a Rocafort. Es passa per la masia del Farell. Està a la banda de solell de la vall de la riera de Mata-rodona, en un pla. Hi ha una cadena que tanca el camí abans d'arribar a la casa. Al mateix camí, abans d'arribar, hi ha la capella de la Mare de Déu de la Concepció. Es troba dins la zona del Parc Natural de Sant Llorenç del Munt i l'Obac.

## Arquitectura
Masia que a partir d'un cos principal ha anat creixent a base d'afegir diferents cossos que fan funcions diverses. El cos principal és de planta rectangular, amb planta baixa, pis i golfes, i coberta de doble vessant de teula àrab amb el carener paral·lel a la façana principal que s'obre a migdia. Els murs són de pedra amb restes d'arrebossat de calç i les cantoneres són de pedra sorrenca de color vermell. La façana principal queda tancada per un baluard, amb corrals a banda i banda que deixen tancada una era feta amb rajoles de maó molt ben conservada. S'accedeix a l'interior un portal d'arc de mig punt adovellat de pedra sorrenca. A sobre hi ha dues finestres amb brancals, llinda i ampit també de pedra sorrenca. La finestra de sobre la porta té motllures a les arestes i a sota una pedra triangular amb una petita espitllera i dos forats ubicats dins una porta amb dovelles esculpides a mode d'escut. L'altra finestra té la data 1700 gravada a la llinda.
Aquest cos principal de la casa en té afegit un altre de forma perpendicular per la banda de ponent. Consta de planta baixa, pis i golfes, amb teulada a doble vessant amb el carener en la mateixa direcció que el del cos principal, i tots dos estan comunicats interiorment per pis i per les golfes. Destaca una galeria amb tres arcades a les golfes i dos balcons al pis.
A la planta baixa de la casa principal hi ha un arc diafragma gòtic ubicat a l'espai destinat a celler; també hi ha una tina, una premsa i un pou. Per una escala en angle de pedra s'accedeix al primer pis, on trobem la sala paral·lela a la façana que conserva la fornícula d'una capelleta encastada i una finestra amb festejadors. Altres dependències són la cuina, amb foc a terra de campana semicircular i bancs escons de fusta al voltant, i una habitació amb alcova a la part de la casa més nova. A l'interior es conserva una pica d'oli tallada en un bloc de pedra amb la inscripció 1681.
Al costat de llevant de la casa hi ha els estables, amb teulada suportada en cada un d'ells per una grossa columna central feta amb maons i pedra, així com els corrals, tancats amb murs de pedra. Als murs de la planta baixa de la casa hi ha fragments d'aparell disposat en opus spicatum en diferents zones, així com el mur d'una feixa de conreu al costat de la casa. Es conserva, també, una tina de planta circular adossada a la paret exterior de tramuntana, ubicada dins una construcció en pedra també de planta circular adossada a la casa. A l'interior del celler es conserva una gran bóta de roure. Hi ha dues tines de planta quadrada folrades amb cairons que es troben a un cobert extern, les boixes donen a l'interior de la casa. Al peu del camí que porta a la casa hi ha un pou cobert amb una estructura d'obra amb porta.

## Història
Sembla que la casa ja apareix documentada al segle xii. De fet, l'estructura interna mostra una primera construcció gòtica, del segle xiii. Al fogatge de 1553 hi constava Antoni Matharodona. A la consueta de Mura de 1592 constava que vivien a la casa 20 persones; en aquesta data també es deixa constància de l'existència de la capella. Les masies de la zona de Santa Creu de Palou (Mata-rodona, Puigdoure, la casa del Putget i el Farell) van tenir un important auge econòmic al segle xviii a causa de la producció de vi, com ho demostren les llindes gravades en les portes de les cases i els cups. En aquesta casa hi ha la data 1700 en una llinda.
En època dels maquis, el 1944, s'amagaren en aquesta casa un quadrilla de maquis que van ser descoberts per la Guàrdia Civil.